# Jaimé P. Gomez
Jaimé Paul Gomez (* 31. August 1965 in Los Angeles) ist ein US-amerikanischer Schauspieler. Einer breiten Öffentlichkeit ist er durch die Rolle des Evan Cortez in der Fernsehserie Nash Bridges bekannt geworden.
In mehreren Filmen stand er mit bekannten Größen der Filmbranche wie Denzel Washington (Training Day, Crimson Tide) oder Harrison Ford (Das Kartell) und anderen vor der Kamera.
Neben seiner Karriere als Schauspieler ist er auch als Produzent und Drehbuchautor tätig.